# Просто гравці (фільм, 1918)
Просто гравці (англ. Merely Players) — американська драма режисера Оскара Апфеля 1918 року.

## У ролях
- Кітті Гордон — Надін Трент
- Ірвінг Каммінгс — Родні Гейл
- Джордж МакКуоррі — Холліс Фостер
- Джонні Хайнс — Семмі Мейерс
- Пінна Несбіт — Мод Фостер
- Дор Девідсон — Адольф Форман